# 藤川ありさ
藤川 ありさ（ふじかわ ありさ、1985年9月8日 - ）は日本の元タレント、元グラビアアイドル。神奈川県出身、血液型はAB型。Claudiaに所属していた。星座・乙女座。

## 来歴
- 2007年4月に水瀬ありさより改名。
- 打撃格闘技「R.I.S.E」ラウンドガール
- 5代目やりすぎガールとして「やりすぎコージー」にレギュラー出演。
- 2011年12月より「アプリ★ゲット」でAndroidゲームのレビューライターとしても活動している。[1]
- 2013年5月より4代目浜松オートレースヴィーナス「ARISA」として活動。
- 2015年5月31日を以って芸能界を引退した[2]。

## 人物
- 趣味はお菓子作り、ゲーム。
- 特技はピアノ演奏、小さな鶴が折れること[3]。
- 弟が2人いる[4]。
- 体の中で、腋の下だけはくすぐられても平気だということを、2008年5月21日放送の『あらびき団』に出演した時に披露した。
- ボウリングのボールを片手で投げることが出来ない。
- ゲームが大好き。アクションゲームが苦手で、シミュレーションゲームや脱出ゲームを得意とする。ただし、女子向けシミュレーションは嫌い、男性向けのシミュレーションゲームを好む傾向がある。ソーシャルゲームは作業ゲーム化するのでプライベートではしない。
- 海洋生物の中ではチンアナゴが一番好きである[5]。

## 出演
- やりすぎコージー（テレビ東京）
- Starchat.TV「スタチャ☆チャンネル」
- Hitpops(宇宙通信) 『ざっとミステリー』内、『磁場ゼロ地帯』『猿島・大蛇伝説』(水瀬ありさ名義)
- モバポスGREAT（2007年10月 - 2008年3月、日本テレビ）仕分けガール
- モバタレGREAT（2008年4月 - 2008年9月、日本テレビ）飼育ガールズ
- あらびき団（2008年5月21日、TBSテレビ） 第29回
- アリケン（2009年12月5日、12月12日・2010年2月27日、テレビ東京）
- 『ぷっ』すま （2010年8月3日、テレビ朝日系）
- ゴッドタン 〜The God Tongue 神の舌〜（2010年8月11日、テレビ東京）
- ガールズトーク〜十人のシスターたち〜（2013年2月19日、テレビ朝日）玲子役

## 執筆活動
- アプリ★ゲットゲームライター[6]（2011年12月 - 、アプリ★ゲット）